# Erase Me
Erase Me è un brano musicale del cantante statunitense Kid Cudi pubblicato come primo singolo ufficiale estratto dall'album Man on the Moon II: The Legend of Mr. Rager. Il brano, che vanta la collaborazione di Kanye West, è stato presentato in anteprima il 30 giugno 2010, per poi essere reso disponibile per l'airplay radiofonico il 17 agosto 2010. Il 24 agosto 2010, Erase Me è stato pubblicato su iTunes.
Il video musicale prodotto per Erase Me è stato diretto da Jason Goldwatch e vede Kid Cudi vestire i panni di una rock star, indossare una parrucca nera riccia ed una lunga fascia, e suonare la chitarra con la mano sinistra, in un chiaro riferimento a Jimi Hendrix.

## Tracce
Digital download
1. Erase Me – 3:12

## Classifiche
| Classifica (2010) | Posizione massima |
| ----------------- | ----------------- |
| Australia         | 50                |
| Austria           | 41                |
| Belgio (Fiandre)  | 65                |
| Canada            | 12                |
| Irlanda           | 49                |
| Nuova Zelanda     | 22                |
| Regno Unito       | 58                |
| Stati Uniti       | 22                |
| Svezia            | 53                |